# The Rape of Lucretia
The Rape of Lucretia è un'opera di Benjamin Britten.
L'opera da camera, su libretto di Ronald Duncan, è ispirata a Livio, Ovidio e Shakespeare, ma è tratta da una tragedia ("Le viol de Lucrèce", 1931) di André Obey (1892-1975).

## Storia
La prima dell'opera ebbe luogo con successo a Glyndebourne Festival Opera il 12 luglio 1946, l'anno dopo del ben più famoso e celebrato Peter Grimes, e al centro di un periodo ben fecondo nella carriera del compositore inglese: del 1947 è infatti del 1948 The Beggar's Opera. The Rape è la prima delle tre opere da camera di Britten (nel caso specifico l'organico è formato da dodici suonatori); seguono Albert Herring e il celeberrimo The Turn of the Screw del 1954. La prima esecuzione fu diretta da Ernest Ansermet e vide tra gli interpreti Kathleen Ferrier e Peter Pears.
Successivamente fu rappresentata alla Royal Opera House, Covent Garden di Londra; il 10 ottobre 1947 per l'English Opera Group. Negli Stati Uniti la première si tenne il 29 dicembre 1948 al Ziegfeld Theatre per il Broadway theatre, con Giorgio Tozzi e Kitty Carlisle tra gli interpreti. Al Grand Théâtre di Ginevra va in scena il 7 novembre 1970. In Australia la première è stata il 27 maggio 1971 all'Elizabethan Theatre di Newtown (Distretto affaristico centrale di Sydney) Shaw's production premiered at Glyndebourne's festival in 2015 to similar acclaim..

## Trama
La vicenda è narrata da due cori, uno maschile (tenore) e uno femminile (soprano), che illustrano le implicazioni storiche e morali della storia, fortemente influenzate dalla dottrina cristiana. I due cori interagiscono spesso coi personaggi, invitandoli a riconsiderare le proprie azioni o anticipandone le drammatiche conseguenze.

### Atto primo
Roma, 509 a.C.: Sesto Tarquinio, figlio del re Tarquinio il Superbo, è impegnato in una campagna di conquista dei territori limitrofi; in un accampamento lontano dalla città, durante una pausa, si ubriaca con Collatino e Giunio, suoi commilitoni. Il discorso cade sulle donne di Roma: da un'indagine è risultato che, mentre i loro uomini sono impegnati a combattere, esse ne approfittano per darsi alla pazza gioia e tradirli senza alcun ritegno; anche la moglie di Tarquinio è risultata infedele, mentre Lucrezia, la donna di Collatino, è addotta da Giunio come esempio di bellezza e castità, al punto che lo stesso Giunio vorrebbe farla sua. Ne nasce una rissa tra Tarquinio e Giunio, presto sedata da Collatino; ciò non impedisce ai due uomini di fare una scellerata scommessa su chi riuscirà mai a insidiare la virtù della donna. Deciso a vincerla, Tarquinio parte immediatamente per tornare a Roma.
Nel frattempo, a casa propria, Lucrezia fila la lana con le sue serve Bianca e Lucia. La donna lamenta la lontananza di Collatino, e aspetta fremente il suo ritorno; l'ipotesi di mandargli un messaggio per invitarlo a tornare vien subito meno, poiché tra i compiti di una moglie rientra quello di non disturbare il marito. Mentre le tre donne si preparano per la notte irrompe Tarquinio, che domanda ospitalità. Lucrezia sospetta subito che il Principe di Roma non sia in buona fede, soprattutto quando egli non risponde alle sue domande su Collatino; tuttavia è costretta a ospitarlo in casa propria. Dopo avergli preparato la stanza, le tre donne si ritirano a dormire, augurandosi reciprocamente la buonanotte.

### Atto secondo
L'azione è introdotta da un lungo recitativo del coro femminile, che riassume l'ascesa dei re etruschi e ne mette in evidenza la prepotenza e l'ossessione per la ricchezza, concludendo che, in quanto etrusco, Tarquinio si prenderà ciò che desidera. In effetti, col favore delle tenebre, il Principe si introduce furtivamente nella camera di Lucrezia, che dorme serena; preso dal desiderio, la bacia: convinta che si tratti di Collatino, lei gli offre le sue labbra, ma subito si sveglia terrorizzata. Tarquinio tenta di corrompere Lucrezia con mille moine e parole di falsa dolcezza, ma invano; di fronte alla sua incrollabile virtù, la minaccia con la spada e la costringe a cedergli.
Il mattino dopo, Lucia e Bianca decorano la casa con fiori stupendi, serene perché ignare del dramma consumatosi, il cui unico indizio è la partenza improvvisa di Tarquinio, fuggito prima dell'alba. Arriva Lucrezia, visibilmente sconvolta: contrariamente a quanto affermato il giorno prima, dispone che venga inviato un messaggio a inviti Collatino, perché rientri immediatamente a casa; la donna, vergognandosi mortalmente di aver perso la sua virtù, si autodefinisce una sgualdrina; le due serve rifiutano di credere a quelle parole, ma sono costrette a prendere atto della realtà quando ella rabbiosamente distrugge i fiori, dicendo di non meritarli più. Bianca tenta di fermare il messaggero nel patetico tentativo di salvare Lucrezia, ma non vi riesce: Collatino arriva in compagnia di Giunio.
Lucrezia confessa al marito di esser stata violata da Tarquinio, sottolineando la sua vergogna. Collatino, pur devastato, prova a consolarla dicendole che, se anche il corpo ha ceduto, non così è stato per lo spirito; tuttavia la donna, al colmo dell'umiliazione, si trafigge il cuore con un pugnale, dichiarando di voler rimanere per sempre casta per tutti fuorché la morte. Mentre Collatino si dispera sul corpo di Lucrezia, Giunio si rende conto dei propri errori e invita i compagni romani a sollevarsi contro Tarquinio, prendendo Lucrezia come martire della loro causa.
I due cori chiudono l'opera sottolineando ancora una volta quanto la tragedia di Lucrezia rifletta quella di qualunque essere umano.

## Discografia
- The Rape of Lucretia - Oliver Knussen/Ian Bostridge/Peter Coleman-Wright/Christopher Purves/Susan Gritton/Hilary Summers/Angelika Kirchschlager/Benjamin Russell/Claire Booth/Aldeburgh Festival Ensemble, 2013 Erato/EMI
- The Rape of Lucretia - Dame Janet Baker/Sir Peter Pears/Heather Harper/John Shirley-Quirk/English Chamber Orchestra/Benjamin Britten/Steuart Bedford, 1990 Decca

## DVD
- The Rape of Lucretia (ENO, 1987) - English National Opera, Arthaus Musik/Naxos
- Rape of Lucretia (ENO, Aldeburgh Festival 2001) - English National Opera, Opus Arte/Naxos